# Via Filippina
Via Filippina è una via del centro storico di Firenze, che va da Borgo dei Greci a via dell'Anguillara; circa a metà del tracciato interseca via Borgognona.

## Storia
La strada venne creata nel Seicento in concomitanza col complesso di San Firenze, nato per la confederazione dell'oratorio di San Filippo Neri, detta comunemente "dei Filippini" dal nome del loro fondatore, originario di Firenze. 
Si trattava di un collegamento interno che sostituiva, spostandolo più a ovest, il tratto finale di via del Parlagio, un tempo unita a via dell'Acqua. Inoltre la via doveva dare luce al convento, che continuava sul lato opposto della strada, servito dai due cavalcavia ancora esistenti, alle estremità di via Filippina. 

## Descrizione
La strada appare come un passaggio interno tra il corpo principale del complesso di San Firenze (a ovest) e le sue propaggini a est, costruite su un certo numero di case affacciate su via Borgognona (come il palazzo Baccelli).
Il carattere "sacro" della strada è rimarcato dalla presenza di due tabernacoli: in corrispondenza dello sbocco di via Borgognona, al centro, si trova il più antico, contenente un affresco settecentesco di scuola fiorentina con la Madonna col Bambino e san Filippo Neri, riferibile a Sigismondo Betti. Il cartiglio sopra la nicchia contiene una citazione religiosa in latino, ma è leggibile solo in alcune parole. Vicino a questo si trovava una lapide dei Signori Otto, pure illeggibile, ma trascritta da Francesco Bigazzi:
| I SIG. OTTO PROIBI SCONO CHE NON SI FACCIA BRUTTURE DI SORTA ALCUNA APPRESSO A BRACCIA 20 SOTTO PENA DI SCUDI 10 E 10 TRATTI DI CORDA |

Una lapide più estesa, che proibiva anche il gioco del pallone e simili, si trovava in borgo dei Greci, sebbene oggi sia illeggibile. 
All'angolo con Borgo dei Greci si trova una nicchia con un rilievo in marmo della Pietà, opera del 1950 di Mario Moschi qui collocata nel 1955 dal Comitato per l'Estetica Cittadina; alla bse si legge: «Alla memoria di Libero Barni pianista». All'estremità opposta, presso via dell'Anguillara, si trova una nicchia simile ma vuota.
Sul lato est, in corrispondenza di una porta al n. 2 rosso, si vedono due stelle a sei punte, sormontate molto più in alto da un mozzicone di pietra che doveva rappresentare un cuore: si tratta degli emblemi dell'Ordine degli Oratoriani, che possedevano questo edificio e verosimilmente avevano così marcato un fondo da dare a fitto. Su questo stesso lato, in corrispondenza dell'inizio di via Borgognona, gli edifici prensentano gli angoli smusdati e rinforzati in pietra, perché in quella strada si trovavano molte rimesse per carrozze, e tali accorgimenti erano per evitare in curva danni alle carrozze stesse e agli edifici. 

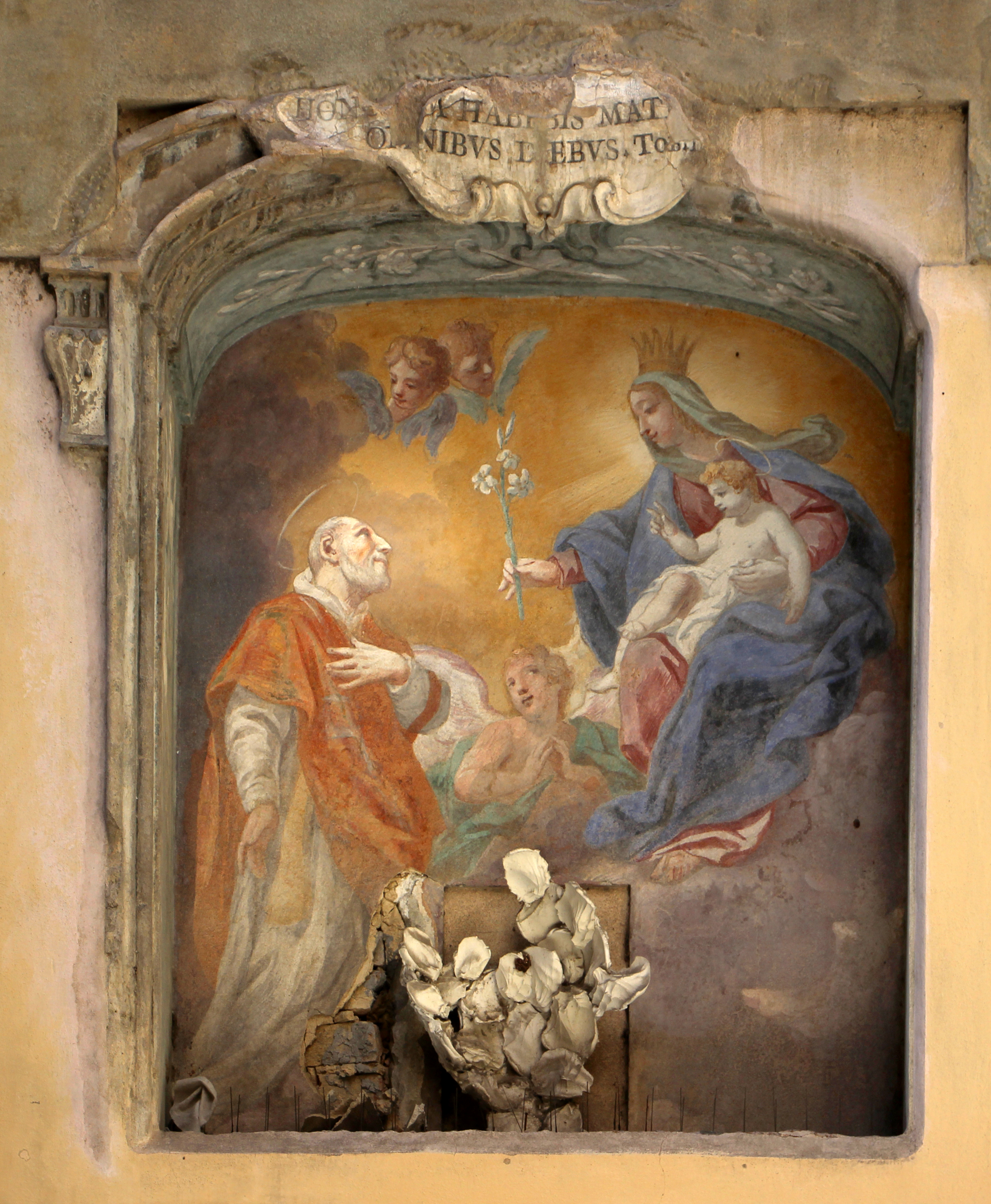
Madonna col Bambino e san Filippo Neri di Sigismondo Betti
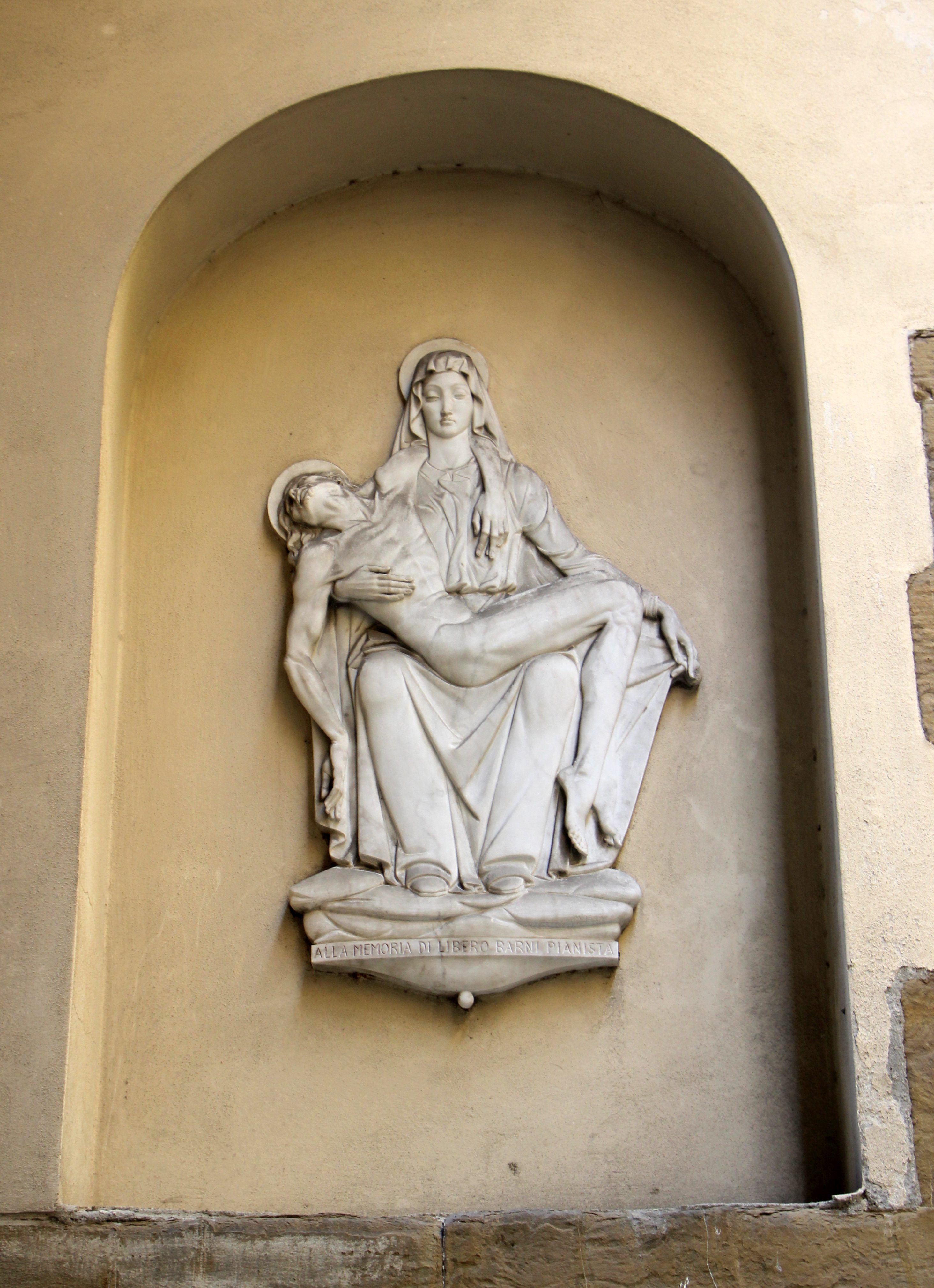
Rilievo della Pietà di Mario Moschi
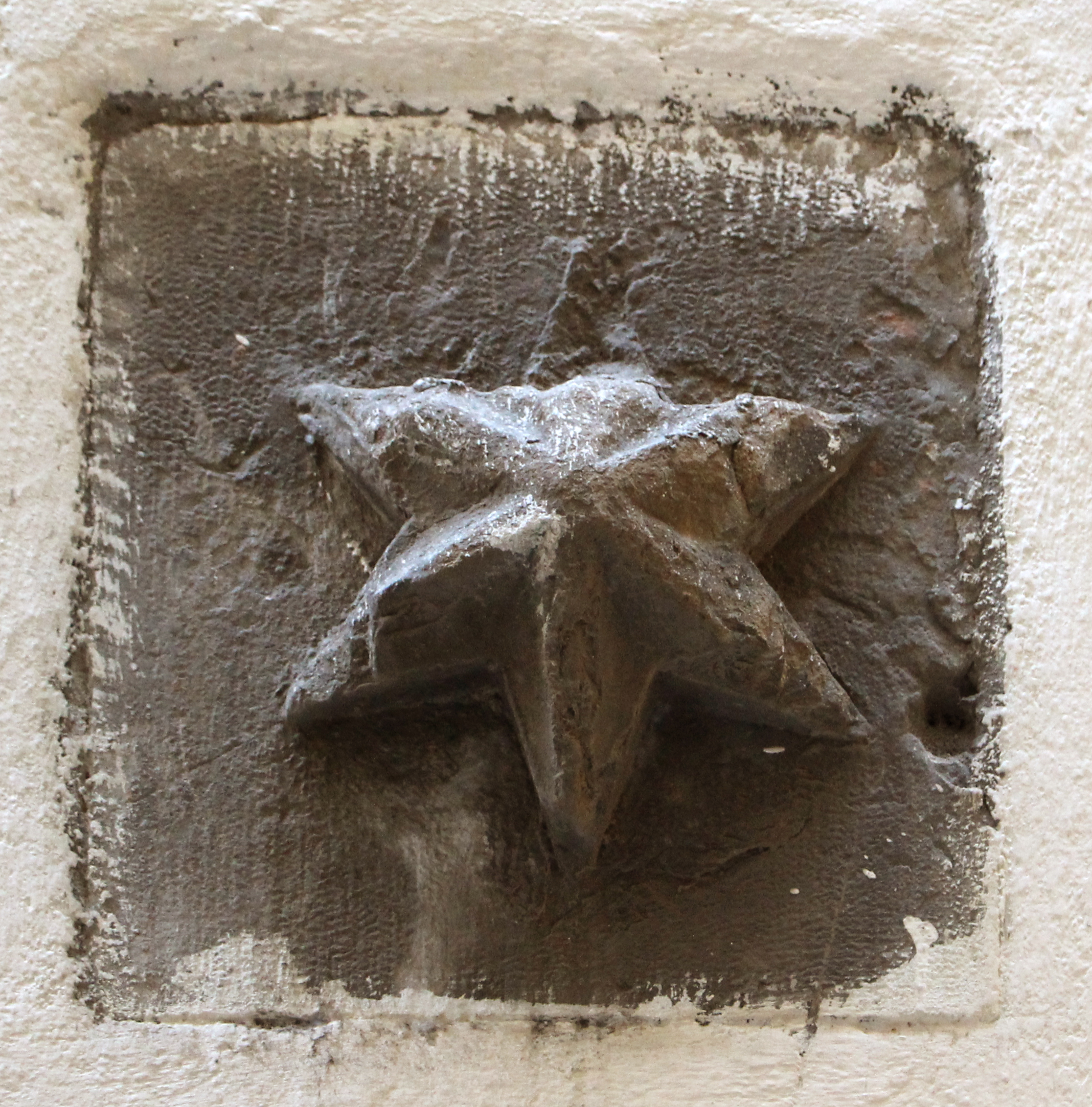
Stella
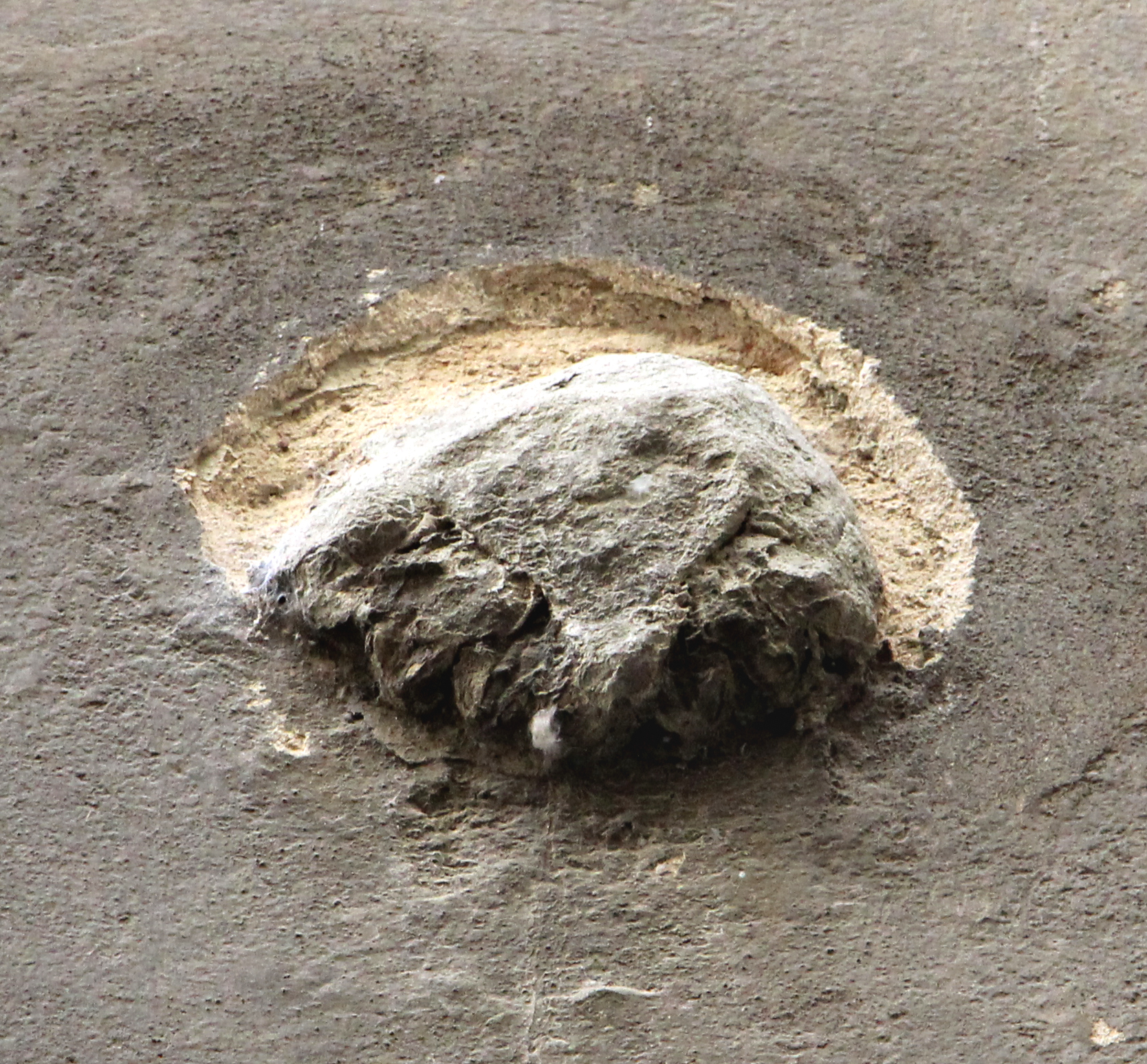
Cuore
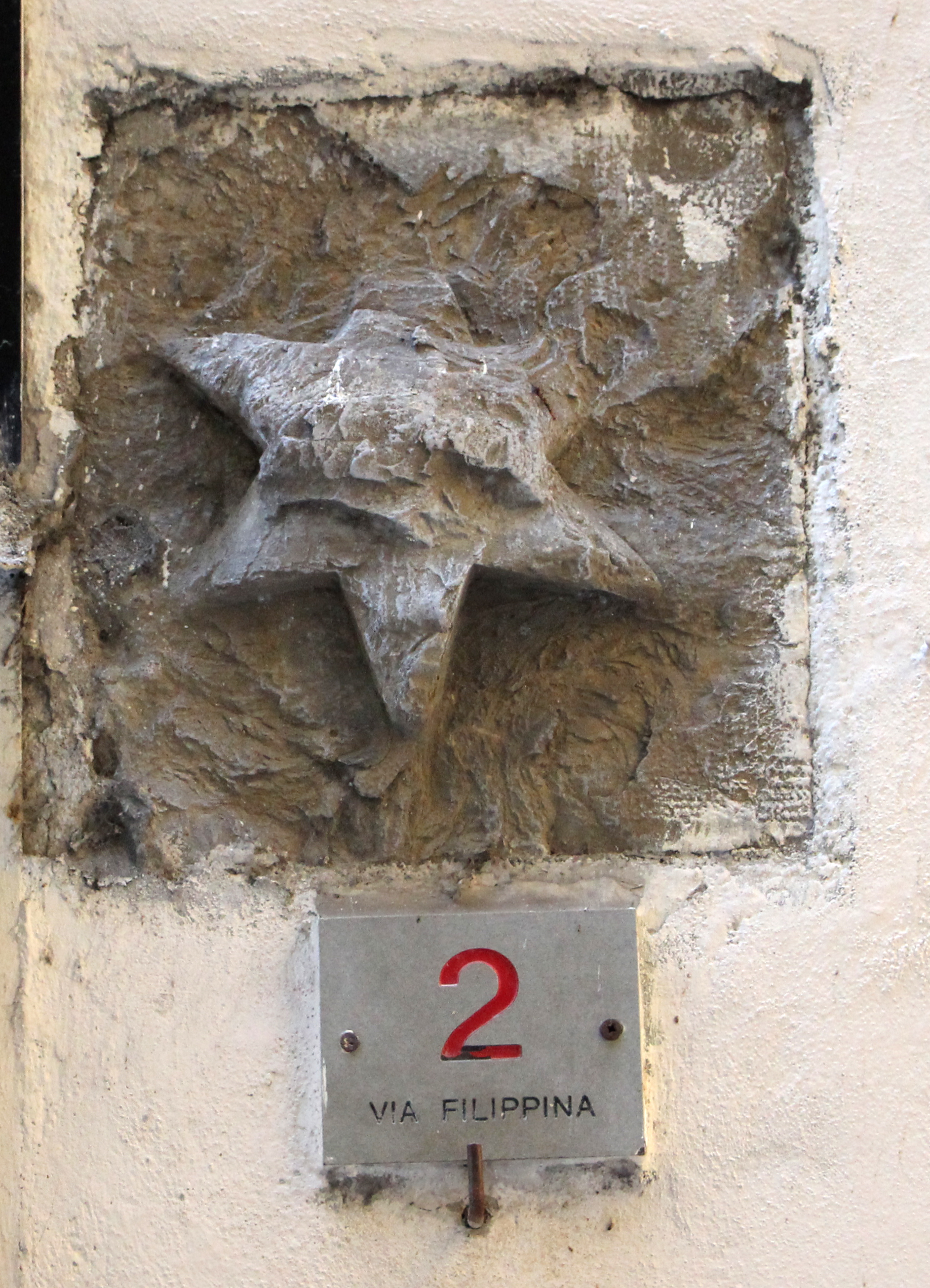
Stella
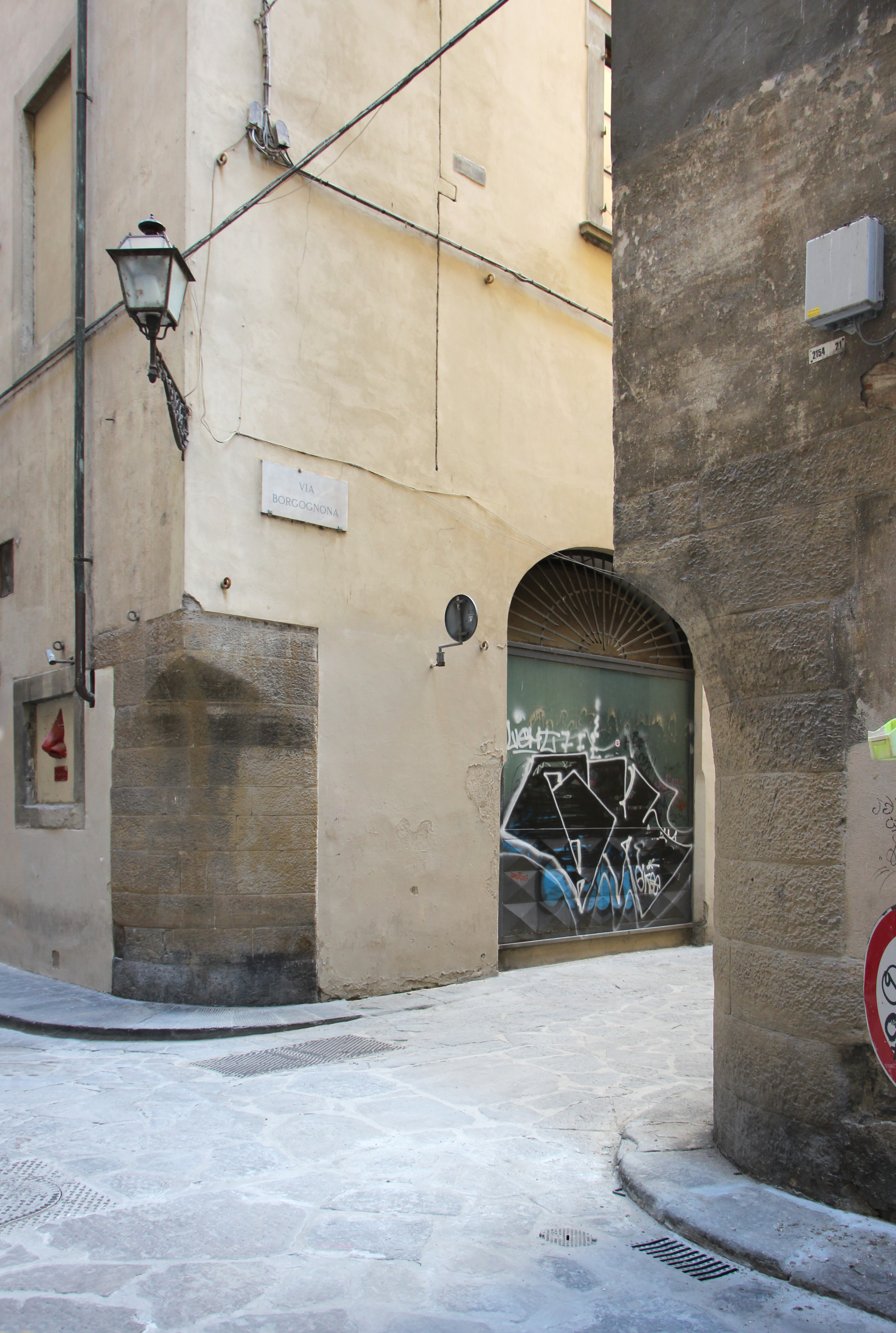
Angoli smussati di via Borgognona